# Kyoto Broadcasting System

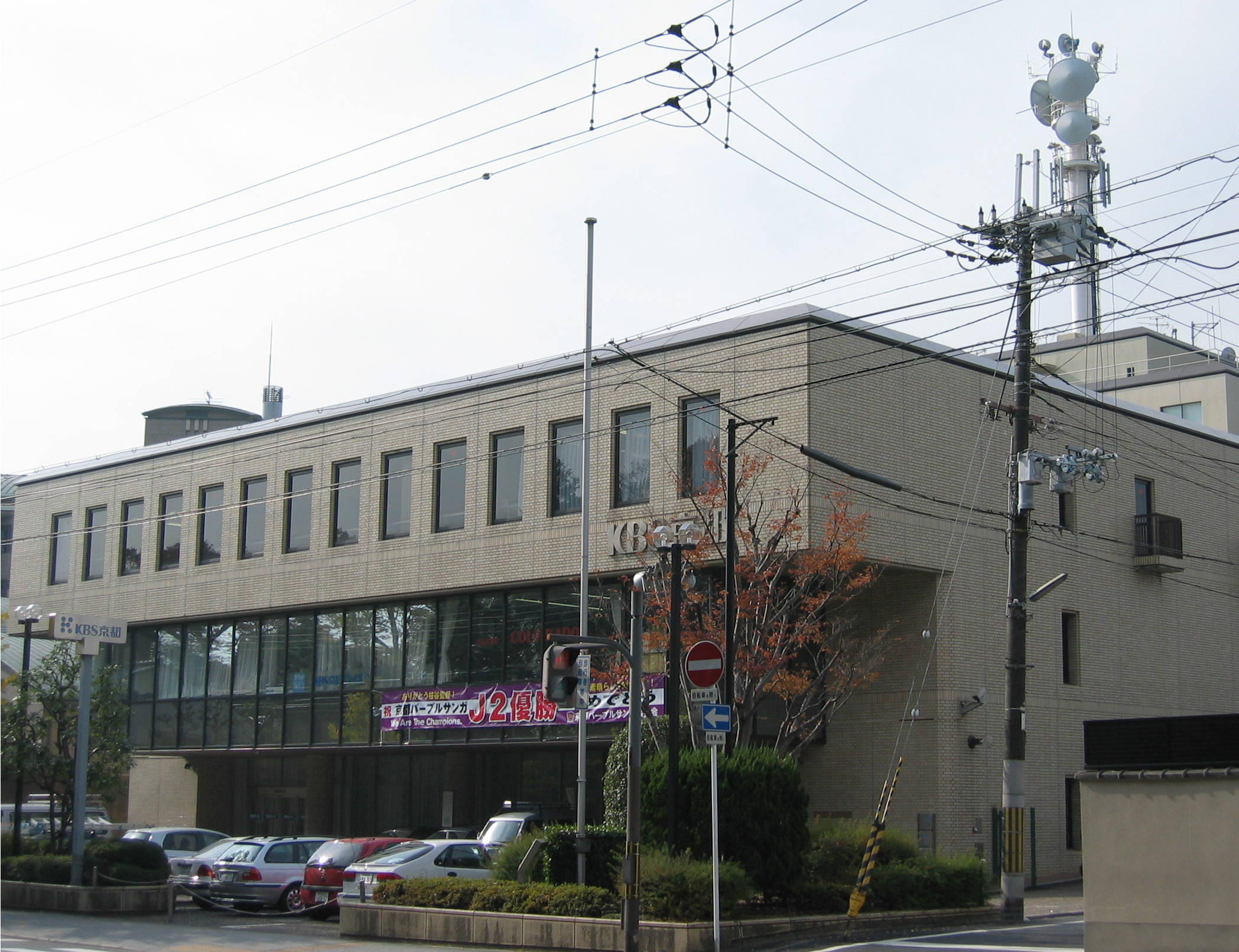
A Kyoto Broadcasting System székhelye Kiotó Kamigjo-ku kerületében

A Kyoto Broadcasting System (株式会社京都放送; Hepburn: Kabushiki-gaisha Kyōto Hōsō; KBS) kiotói székhelyű japán kereskedelmi műsorszóró társaság. Kiotó prefektúrában KBS Kyoto (KBS京都), míg Siga prefektúrában KBS Shiga (KBS滋賀) kereskedelmi néven ismert.
Rádióállomása Kiotó és Siga prefektúrát szolgálja ki, és a National Radio Network (NRN) tagja. Televízióadója Kiotó prefektúrában fogható, és a Japanese Association of Independent Television Stations tagja. 2005. április 1-je óta a KBS digitálisan sugároz az ISDB formátumban.

## Műsorszórás

### Rádió
KBS Kyoto Radio (京都放送ラジオ)
- Kiotó - 1143 kHz, 20 kW, JOBR
- Maizuru - 1215 kHz, 2 kW, JOBO
- Fukucsijama - 1485 kHz, 100 W, JOBE
- KBS Shiga (Hikone) - 1215 kHz, 1 kW, JOBW, néhány prefektúrális adás

### Televízió (analóg)
JOBR-TV - KBS Kyoto Television (京都放送テレビジョン)
- Kiotó - 34. csatorna, 10 kW
- Udzsi-Momojama - 57. csatorna
- Maizuru - 57. csatorna, 100 W
- Fukucsijama - 56. csatorna, 200 W
- Mijazu - 39. csatorna, 100 W
- Jamasina - 62. csatorna, 10 W
- Vazuka - 40. csatorna, 10 W
- Jawata - 43. csatorna, 3 W
- Kameoka - 41. csatorna, 300 W

### Televízió (digitális)
JOBR-DTV - KBS Kyoto Digital Television (京都放送デジタルテレビジョン)
- Remote Controller ID 5
- Kiotó - 23. csatorna

## Története
- 1951. december 24-én a Kyōto Hōsō (京都放送; Hepburn: KHK?) Radio Kyōto (ラジオ京都; Hepburn: Rajio Kyōto?) néven megkezdi a műsorszórást.
- 1964-ben a vállalat Kinki Broadcasting Systemre (近畿放送; Hepburn: Kinki Hōsō?, ’KBS’) cseréli a nevét.
- 1968-ban megkezdik a televíziós tesztsugárzást a Hiei-hegyről.
- 1969-ben elindul a televíziós műsorszóró szolgáltatásuk, a Tokyo 12 (a mostani TV Tokyo) és Nippon Educational Television (a mostani TV Asahi) adókkal egy hálózatban.
- 1981-ben a cég felvette a KBS Kyoto üzleti nevet.
- Az 1990-es évek elején a cég belekeveredett az Itoman csalási ügybe, mely a csőd szélére sodorta a vállalatot.
- 1994-ben a cég alkalmazottai a cégátszervezési törvényre (会社更生法; Hepburn: Kaisha Kōsei Hō?) hivatkozva bíróságra mentek, hogy megmentsék a KBS-t.
- 1995-ben a vállalat Kyoto Broadcasting Systemre (株式会社京都放送; Hepburn: Kabushiki-gaisha Kyōto Hōsō?; KBS) cserélte a nevét, visszaállítva ezzel a cég eredeti japán nevét.
- 1999-ben megkezdik a KBS átszervezését.
- 2005. április 1-jén megkezdik a digitális televíziós sugárzást.
- 2007-ben befejeződnek a céges átszervezések.

## Műsoraik

### Televízió
- Keiba csukei (競馬中継?)
- Kyoto Shimbun News (京都新聞ニュース?)
- Kio Plus (京プラス?)
- Kio Biz (京Biz?)
- Go Go Poppin (GO GO ポッピン?)
- Tanigucsi na joru (谷口な夜?)
- Running Man (走る男?)
- KBS Kyoto Excite Night (KBS京都エキサイトナイター?)
- Exciting! J (エキサイティング!J?)

### Rádió
- Sófukutei Kóei no hokka hoka Radio (笑福亭晃瓶のほっかほかラジオ?)
- All Night Nippon (a Nippon Broadcasting System gyártásában)
  - All Night Nippon
  - All Night Nippon Ever Green
  - All Night Nippon R
  - Fukujama Maszaharu All Night Nippon Saturday Special: Tamasii no Radio